# Río Urbi
El río Urbi, a veces denominado río Egüés, es una corriente de agua afluente del río Arga.
Nace en la divisoria de aguas que separa la cuenca de Pamplona con la de Aoiz-Lumbier. Da nombre al valle, el de Egüés, por el que transcurre a lo largo de los poco más de 9 kilómetros que tiene, desembocando en la margen izquierda del río Arga en la localidad de Huarte. 
Drena una superficie de poco más de 42 km² y aporta un caudal de unos 20 hm³ anuales y su principal afluente es el río Sagaseta.